# Путько, Николай Савельевич
Никола́й Саве́льевич Путько́ (1918—1962) — советский военный лётчик. Участник Великой Отечественной войны. Герой Советского Союза (1945). Гвардии подполковник.

## Биография
Николай Савельевич Путько родился 25 октября 1918 года в селе Каменка Таврического округа Украинской державы (ныне город Каменка-Днепровская Запорожской области Украины) в семье сапожника Савелия Михайловича Путько. Украинец. После окончания Гражданской войны семья Путько переехала в село Большая Знаменка. Азы начального образования Николай Савельевич получил в семье. В школу он пошёл только в сентябре 1928 года и был сразу определён во второй класс Большезнаменской неполной средней школы. Семилетку Николай Савельевич заканчивал уже в Никополе, куда его родители переехали в 1933 году. В 1936 году он окончил школу фабрично-заводского ученичества, и получив специальность слесаря-монтажника, устроился на Никопольский завод имени В. И. Ленина. Однако на заводе рабочих данного профиля оказалось с избытком, и молодому рабочему пришлось переучиваться на фрезеровщика. Вскоре Николай Савельевич уже влился в ряды стахановцев. За добросовестный труд и высокие трудовые показатели профсоюзный комитет завода дал ему рекомендацию для поступления в Никопольский аэроклуб. В декабре 1938 года без отрыва от производства Николай Савельевич завершил программу обучения на самолёте У-2, и уже в январе 1939 года был зачислен курсантом в Качинскую Краснознаменную военную авиационную школу имени А. Ф. Мясникова.
Службу лётчика-истребителя Николай Савельевич начал в марте 1940 года в 126-м истребительном авиационном полку 9-й смешанной авиационной дивизии Белорусского особого военного округа. Начало Великой Отечественной войны застало старшего лётчика Н. С. Путько на приграничном аэродроме Долубово. В боях с немецко-фашистскими захватчиками Николай Савельевич с 22 июня 1941 года. Боевое крещение принял в Белостокско-Минском сражении. В первые дни войны старший лётчик Н. С. Путько на самолётах И-16 и МиГ-3 произвёл 37 боевых вылетов, сбил лично немецкий самолёт-разведчик Хеншель 126 и вражеский бомбардировщик Юнкерс 88 в составе группы. 27 июля 1941 года самолёт Путько был сбит. Тяжело контуженный лётчик сумел выпрыгнуть с парашютом и приземлиться в расположении своих наземных войск. После лечения в госпиталях Воронежа и Арзамаса в июле 1941 года Николая Савельевича направили в Ростов-на-Дону, где на базе 11-го запасного истребительного полка он прошёл переобучение на истребителе ЛаГГ-3.
В сентябре 1941 года сержант Н. С. Путько получил назначение на должность командира авиационного звена 437-го истребительного авиационного полка. До мая 1942 года Николай Савельевич защищал небо Подмосковья. Затем полк был переброшен на Юго-Западный фронт и в составе 234-й истребительной авиационной дивизии принимал участие в Харьковской операции. В августе 1942 года Н. С. Путько перевели в 814-й истребительный авиационный полк 263-й истребительной авиационной дивизии 3-й воздушной армии. Он только начал осваивать истребитель Харрикейн, как в середине месяца весь личный состав полка, сдав самолёты в другие части, отправился в 8-й запасной истребительный авиационный полк, на базе которого прошёл переобучение на истребителе Як-1. В этот период Николай Савельевич также прошёл переаттестацию. К боевой деятельности в составе своего подразделения он приступил 25 декабря 1942 года уже в звании младшего лейтенанта.
Зимой 1942—1943 годов 814-й истребительный авиационный полк в составе 207-й истребительной авиационной дивизии 17-й воздушной армии Юго-Западного фронта принимал участие в Острогожско-Россошанской и Ворошиловградской операциях. В период с 25 декабря 1942 года по 25 февраля 1943 года командир авиационного звена младший лейтенант Н. С. Путько в непростых метеоусловиях на истребителе Як-1 совершил 44 боевых вылета на сопровождение штурмовиков и бомбардировщиков, прикрытие своих наземных частей и разведку войск противника. Провёл 26 воздушных боёв, сбил 6 вражеских самолёта лично и 2 в составе группы. Звено Н. С. Путько за это же время совершило 85 самолётовылетов, сбив при этом 7 вражеских самолётов. Памятным для Николая Савельевича стал воздушный бой 25 февраля 1943 года. Выполняя со своим звеном боевую задачу по прикрытию наземных войск на барвенковском выступе, он заметил группу из двадцати немецких Юнкерсов, следовавших на бомбардировку советских частей. Смело вступив в бой с превосходящими силами противника, звено Путько врезалось в строй вражеских бомбардировщиков, посеяв панику в стане врага. Сбросив бомбовую нагрузку мимо цели, немецкие лётчики поспешно ретировались, потеряв при этом два Ю-87, один из которых сбил младший лейтенант Н. С. Путько. Бой трёх Яков с 20 самолётами немцев был хорошо виден с земли, и его результаты вызвали большое воодушевление в наземных войсках. В летней кампании 1943 года Николай Савельевич принимал участие в Изюм-Барвенковской и Донбасской операциях. К концу лета он довёл свой личный лицевой счёт до 17 сбитых самолётов противника, став одним из самых результативных лётчиков полка. Не менее успешно сражалось и его звено. К 10 сентября 1943 года на его счету было 700 боевых вылетов и 35 сбитых вражеских машин.
За эффективную боевую работу на Юго-Западном фронте и массовый героизм личного состава 207-я истребительная авиационная дивизия приказом НКО СССР № 264 от 24 августа 1943 года была преобразована в 11-ю гвардейскую, а 814-й истребительный авиационный полк стал 106-м гвардейским. Николай Савельевич получил звание гвардии лейтенанта и, пересев на новый истребитель Як-3, осенью 1943 года в составе своего подразделения принимал участие в освобождении областных центров Украинской ССР городов Запорожье и Днепропетровск. 9 января 1944 года полк, в котором служил гвардии лейтенант Н. С. Путько, в составе своей дивизии был выведен в резерв Ставки Верховного Главнокомандования, а в мае 1944 года вернулся уже на 1-й Украинский фронт и вошёл в состав 2-й воздушной армии. Лётчики полка в ходе Львовско-Сандомирской операции и последующих боях за удержание и расширение Сандомирского плацдарма на Висле преимущественно выполняли боевые задачи по сопровождению штурмовиков и бомбардировщиков своего авиационного корпуса. Группы Пе-2 и Ил-2, которые прикрывали истребители, ведомые гвардии лейтенантом Н. С. Путько, потерь от атак вражеских истребителей не имели. Показательным был бой 18 июля 1944 года. Четвёрка Яков под командованием Николая Савельевича сопровождала 8 Ил-2 на штурмовку переднего края обороны противника. При подлёте к цели группа была атакована истребителями противника в количестве 4-х Ме-109 и 8-ми ФВ-190. Связав боем вражеские самолёты, истребители прикрытия дали возможность штурмовикам выполнить боевую задачу, при этом гвардии лейтенант Путько лично сбил один «Фокке-Вульф». В августе 1944 года Николай Савельевич получил звание гвардии старшего лейтенанта и был назначен заместителем командира 1-й эскадрильи. Ему, как признанному мастеру воздушных боёв, командование дивизии всё чаще поручало боевые задания по одиночной разведке немецких войск. У гвардии старшего лейтенанта Н. С. Путько было особое чутьё на противника: во время разведывательных полётов он всегда находил крупные скопления войск и техники неприятеля, по которым затем наносили удар штурмовые полки корпуса. Нередко Николай Савельевич и сам атаковал наземные цели. К февралю 1945 года на его боевом счету значилось 16 штурмовок, в ходе которых он вывел из строя или сжёг 20 автомашин с войсками и грузами, 3 цистерны с горючим, 2 паровоза и 5 железнодорожных вагонов с военным имуществом. Одиночный самолёт-разведчик часто привлекал внимание врага. Николаю Савельевичу неоднократно приходилось отбивать атаки превосходящих числом вражеских истребителей, но имея отличную технику пилотирования, он всегда уходил от преследования. Если требовала ситуация, он смело вступал в бой. Так, 31 августа 1944 года, выполняя боевое задание по разведке войск противника, гвардии старший лейтенант Н. С. Путько обнаружил место сосредоточения вражеских танков. Вызвав по радио штурмовики, он продолжил слежение за целью. Когда группа Ил-2 подошла к цели, её попыталась перехватить шестёрка вражеских истребителей. Предупредив о грозящей опасности своих боевых товарищей, Николай Савельевич бросил свой Як навстречу противнику. В ожесточённом воздушном бою он одержал блестящую победу над численно превосходившим противником, сбив 2 Ме-109 и обратив в бегство 4 ФВ-190.
Зимой 1945 года гвардии старший лейтенант Н. С. Путько принимал участие в освобождении Польши в ходе Сандомирско-Силезской операции. Всего к 10 февраля 1945 года он произвёл 333 боевых вылета, в том числе 114 — на прикрытие наземных частей и военной инфраструктуры, 86 — на сопровождение штурмовиков и бомбардировщиков, 130 — на разведку войск противника и 3 — на штурмовку. В воздушных боях он лично сбил 20 самолётов противника и ещё 2 в составе группы. 28 февраля 1945 года командир полка гвардии подполковник М. В. Кузнецов представил гвардии старшего лейтенанта Н. С. Путько к званию Героя Советского Союза. Указ Президиума Верховного Совета СССР был подписан уже после окончания Великой Отечественной войны 27 июня 1945 года.
В феврале — марте 1945 года Николай Савельевич участвовал в разгроме немецко-фашистских войск в Силезии и ликвидации 18-тысячной группировки противника в районе Глогау. Весной 1945 года ему присвоили звание гвардии капитана. На завершающем этапе войны Николай Савельевич организовывал боевую работу 1-й эскадрильи 106-го гвардейского истребительного авиационного полка в ходе Берлинской и Пражской, участвовал в боях за города Котбус, Люббен, Цоссен, Берлин и Дрезден. К концу войны гвардии капитан Н. С. Путько совершил около 450 боевых вылетов и сбил 21 самолёт противника.
После войны Н. С. Путько продолжал службу в военно-воздушных силах СССР до 1954 года. Освоил несколько типов реактивных самолётов. В запас Николай Савельевич уволился в звании подполковника. Жил и работал в Москве. Умер 21 августа 1962 года. Похоронен на Кузьминском кладбище столицы.

## Список известных личных побед Н. С. Путько
| №  | Дата           | Тип самолёта             | Место боя              |
| -- | -------------- | ------------------------ | ---------------------- |
| 1  | июнь 1941 года | Henschel Hs 126          | Белостокская область   |
| 2  | 29.12.1942     | Henschel Hs 126          | Зориновка              |
| 3  | 29.12.1942     | Messerschmitt Bf.110     | Миллерово              |
| 4  | 29.12.1942     | Junkers Ju 88            | Миллерово              |
| 5  | 02.02.1943     | Heinkel He 111           | Беленькая              |
| 6  | 05.02.1943     | Messerschmitt Bf.109     | Новотроицкое           |
| 7  | 25.02.1943     | Junkers Ju 87            | Барвенково             |
| 8  | 28.02.1943     | Junkers Ju 87            | Куриловка              |
| 9  | 28.02.1943     | Junkers Ju 87            | Маяки                  |
| 10 | 17.03.1943     | Messerschmitt Bf.109     | Благодатовка           |
| 11 | 21.05.1943     | Focke-Wulf Fw 190 Wurger | Привольное             |
| 12 | 30.06.1943     | Messerschmitt Bf.109     | Базалиевка             |
| 13 | 18.07.1943     | Junkers Ju 88            | Изюм                   |
| 14 | 18.07.1943     | Henschel Hs 123          | Петрополье             |
| 15 | 16.08.1943     | Junkers Ju 87            | Сесинка                |
| 16 | 17.08.1943     | Focke-Wulf Fw 190 Wurger | Краснополье            |
| 17 | 27.08.1943     | Focke-Wulf Fw 190 Wurger | Миргород               |
| 18 | 18.07.1944     | Focke-Wulf Fw 190 Wurger | Угрынов                |
| 19 | 31.08.1944     | Messerschmitt Bf.109     | Рудники/Лагув (Польша) |
| 20 | 31.08.1944     | Messerschmitt Bf.109     | Лагув                  |
| 21 | 16.04.1945     | Focke-Wulf Fw 190 Wurger | Нойхаузен (Германия)   |

## Награды
- Медаль «Золотая Звезда» (27.06.1945);
- орден Ленина (27.06.1945);
- два ордена Красного Знамени (26.03.1943; 17.01.1944);
- два ордена Красной Звезды (10.02.1943; 05.11.1954[11][12]);
- Медали, в том числе:
  - «За боевые заслуги» (20.06.1949)[11][12];
  - «За победу над Германией в Великой Отечественной войне 1941—1945 гг.» (1945)[11];
  - «За взятие Берлина» (1945)[11];
  - «За освобождение Праги» (1945)[11];
- медаль «Победы и Свободы» (ПНР)

## Память
- Имя Героя Советского Союза Н. С. Путько увековечено на мемориале в городе Никополе.

## Документы
- Общедоступный электронный банк документов «Подвиг Народа в Великой Отечественной войне 1941—1945 гг.» Архивировано 13 марта 2012 года.

Представление к званию Героя Советского Союза. Архивировано 5 сентября 2013 года.
Указ Президиума Верховного Совета СССР о присвоении звания Героя Советского Союза. Архивировано 5 сентября 2013 года.
Орден Красного Знамени (наградной лист и приказ о награждении от 26.03.1943). Архивировано 5 сентября 2013 года.
Орден Красного Знамени (наградной лист и приказ о награждении от 17.01.1944). Архивировано 5 сентября 2013 года.
Орден Красной Звезды наградной лист и приказ о награждении от 10.02.1943). Архивировано 5 сентября 2013 года.
- Служебные документы
- Боевая характеристика Н. С. Путько
- Справка на Н. С. Путько
- Послужной список Н. С. Путько